# Дучо Мундров
Дучо Тодоров Мундров е български режисьор.

## Биография
Роден е в град Сливен на 14 март 1920 г. Израства в революционно семейство, самият той е организатор на ремсови групи, ятак на партизани и нелегални дейци, заловен, но неосъден, чакат го да навърши пълнолетие, за да го осъдят на смърт. Освободен на 9 септември 1944 г. Завършва през 1956 г. ВГИК, Москва със специалност кинорежисура.

## Награди
- Номиниран за Златна палма от Филмовия фестивал в Кан, 1962 за филма „Пленено ято“ (1962)

## Филмография
- В края на лятото (1967)
- Пленено ято (1962)
- Командирът на отряда (1959)
- Димитровградци (1956)